# Axioche
Axioche (altgriechisch Ἀξιόχη Axióchē) ist in der griechischen Mythologie eine Nymphe.
Von Pelops wird sie Mutter des Chrysippos, der entweder von seinen Halbbrüdern Thyestes und Atreus umgebracht wurde oder sich selbst aus Scham tötete, nachdem Laios sich in ihn verliebt und ihn entführt hatte.